# Fissidens perangustus
Fissidens perangustus är en bladmossart som beskrevs av Brotherus 1916. Fissidens perangustus ingår i släktet fickmossor, och familjen Fissidentaceae. Inga underarter finns listade i Catalogue of Life.